# Psyrassa sinaloae
Psyrassa sinaloae är en skalbaggsart som beskrevs av Linsley 1935. Psyrassa sinaloae ingår i släktet Psyrassa och familjen långhorningar.
Artens utbredningsområde är El Salvador. Inga underarter finns listade i Catalogue of Life.